# Friedrich Theodor Rinck

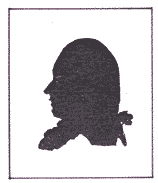
Friedrich Theodor Rink (Scherenschnitt)

Friedrich Theodor Rinck (auch Rink; * 8. April 1770 in Schlawe, Hinterpommern; † 27. April 1811 in Danzig) war ein deutscher evangelischer Theologe, Philosoph und Hochschullehrer.

## Leben
Seine Mutter starb bei seiner Geburt, sein Vater drei Jahre später. Er absolvierte die Philosophische Fakultät an der Universität Königsberg und erlangte 1789 den Titel eines Magisters. Im selben Jahr wurde er durch eine Dissertation als Privatdozent in die Philosophische Fakultät aufgenommen. 1794 wurde er zum außerordentlichen Professor in Königsberg ernannt. 1799 erlangte er das Doktorat der Theologie und wurde gleichzeitig zum ordentlichen Professor für Theologie an der Universität Königsberg berufen.
1801 ging er nach Danzig, wo er als Oberpfarrer an der Dreifaltigkeitskirche und als Professor am Akademischen Gymnasium wirkte. 1810 übernahm er das Amt des Rektors. Schon im folgenden Jahr starb er.